# Lalola (série de televisão)
Lalola (no Brasil: Lalola: Entre Dois Mundos) é uma série de televisão mexicana produzida por Joshua Mintz e Ana Celia Urquidi para a TelevisaUnivision, Dori Media Group e Atenea Media, sendo disponibilizada pelo serviço de streaming Vix desde 2 de fevereiro de 2024. É uma versão da telenovela argentina com o mesmo nome, sendo adaptada por Lucía Toledo, Julio Cann e Gabriela Rodríguez.
Conta com Bárbara de Regil, Diego Amozurrutia, Gonzalo García Vivanco, Alejandro de la Madrid, Cynthia Klitbo, Alexis Ayala, Carmen Madrid e Francisca Aronsson.

## Enredo
Ramiro, ou simplesmente, Lalo (Diego Amozurrutia), é um importante diretor de uma empresa que usa as mulheres para satisfazer seu ego, sendo totalmente machista com elas. Um dia, enquanto dormia, recebe a visita de uma bruxa, que através de um fetiço, o transforma em uma mulher como punição pelos seus atos. Para poder voltar com o seu corpo original, Lalo agora precisa mudar totalmente a sua visão das coisas, sendo no trabalho e no relacionamento com a sua filha, mãe e melhor amiga.
Agora atendendo como Dolores, ou simplesmente, Lola (Bárbara de Regil), Lalo convive com as consequências do machismo em sociedade, se metendo em inúmeras confusões, mas, ao mesmo tempo, aprende novas lições, sobretudo no amor.

## Elenco

### Principal
- Bárbara de Regil - Dolores «Lola» Andaloza
- Diego Amozurrutia - Ramiro «Lalo» Andaloza
- Gonzalo García Vivanco - Facundo Rodríguez
- Alejandro de la Madrid - Gastón Estrada
- Cynthia Klitbo - Circe
- Alexis Ayala - Claudio Aguirre
- Carmen Madrid - Sonia
- Francisca Aronsson - Soledad

### Recorrentes
- Alfonso Borbolla - Dédalus
- Epy Vélez - Alexa
- Pamela Almanza - Natália
- Lumi Cavazos - Carola
- Majo Pérez - Vicky
- Adriana Montes de Oca - Romina
- Christopher Aguilasocho - Martin
- Anzhela Perepichka - Samantha
- Octavio Vega - Don Antonio
- Josechu Garrido - Xshimena
- Daniel Vega - Marco
- Sergio Maya - Wences
- Alejandro Calva
- Maru Bravo

## Produção
Em abril de 2018, a TV Azteca havia adquirido os direitos do texto argentino produzido pela América TV, visando readaptar a obra, fechando uma parceria com a Dori Media Group como sócio-produtora da futura obra. No entanto, em junho do mesmo ano, Joshua Mintz, então diretor de conteúdos de ficção da emissora e sócio da Dori, anuncia a sua saída da TV Azteca e o departamento é fechado, causando o engavetamento da obra.
Em 5 de maio de 2023, Joshua Mintz, junto com Ana Celia Urquidi, anunciou a gravação e produção da série, agora como produto exclusivo Vix, utilizando a Cidade do México como cenário da trama. As gravações da primeira temporada se encerraram no dia 30 de junho. O primeiro trailer da série foi lançado em 11 de janeiro de 2024. 
Devido a boa repercussão, a obra foi renovada para uma segunda temporada, estreando em 8 de novembro de 2024.

## Exibição

### Outras mídias
Foi disponibilizada pelo Globoplay desde 9 de janeiro de 2025.